# La Damnée
Pour plus de détails, voir Fiche technique et Distribution.
La Damnée est un film français réalisé par Abel Danan et sorti en 2024. Il s'agit du premier long métrage du réalisateur.
Il est présenté en compétition officielle au Festival international du film fantastique de Gérardmer 2024.

## Synopsis
Une jeune étudiante marocaine est agoraphobe et, bien qu'elle n'ait plus de nouvelles de sa grand-mère avec qui elle restait toujours en contact, se voit obligée de sortir pour en savoir plus.

## Fiche technique
Sauf indication contraire, les informations mentionnées dans cette section peuvent être confirmées par la base de données cinématographiques Unifrance,  présente dans la section « Liens externes ».
- Titre original : La Damnée
- Titre de travail : Laena (La Malédiction)
- Réalisation : Abel Danan
- Scénario : Abel Danan et Emma Lacoste
- Musique : Benjamin Grossmann
- Décors : Johann George
- Costumes : Bouchra Elouali
- Photographie : Yohann Bernard (monteur) et Olivier Guerbois (ingénieur)
- Son : Nourdine Zaoui
- Montage : Brian Schmitt
- Production : Léo Maidenberg
  - Coproduction : Jad Ben Ammar, Thomas Berthon-Fischman, Jérémie Galan, Laurent Ghelfi, Matthias Jenny, David Layani, Léo Maidenberg, Grégory Ouaniche et Romain Vissol
- Sociétés de production : Place du Marché Productions, en coproduction avec Blackship, Joli Rouge, Kador, Star Invest Films Production et Studio Exception
- Société de distribution : Star Invest Films France
- Pays de production :  France
- Langue originale : français
- Format : couleur — Scope — son 5.1
- Genre : fantastique, thriller
- Durée : 80 minutes
- Dates de sortie :
  - France : 28 janvier 2024 (Festival du film fantastique de Gérardmer) ; 2 octobre 2024 (sortie nationale)

## Distribution
- Lina El Arabi : Yara
- Ouidad Elma : Djeinaba
- Hicham Belaoudi : l'homme de village
- Wilfrid Grenier : le docteur de l'ARM
- Sairi Salma : Najiyah

## Production

### Développement
Mi-juillet 2021, Variety révèle Lina El Arabi dans le premier long métrage intitulé La Malédiction sous la réalisation d'Abel Danan qui partage également l'écriture du scénario avec Emma Lacoste, produit par Léo Maidenberg pour la Place du Marché productions.
Fin mai 2022, le titre devient Laena (La Malédiction), puis La Damnée.

### Tournage
Le tournage aurait débuté à la fin de l'année 2021, à Paris, dans un petit appartement, et au Maroc, en compagnie de Michel Abramowicz, le directeur de la photographie.

## Accueil

### Festivals et sortie
La Damnée est sélectionné en compétition officielle au Festival du film fantastique de Gérardmer, où il est projeté le 28 janvier 2024. Il est également présenté, le 28 août, dans la section « Hommage au cinéma marocain » du Festival du film francophone d'Angoulême.
Star Invest Films France mentionne, fin mai 2022, la date de sortie du film : le 22 février 2023. Finalement, il sort le 2 octobre 2024.

### Accueil critique
Le site Allociné mentionne une moyenne de 2.5⁄5, d'après l'interprétation de 10 critiques de presse.
Jacques Morice du Télérama assure que « si le réalisateur brouille un peu trop les pistes, son talent juvénile — il n’a que 25 ans — en fait assurément un cinéaste à suivre. »
Mathieu Macheret du journal Le Monde trouve que le thème « est bien chargé, trop sans doute pour s’engouffrer sans heurt par la lorgnette d’un seul appartement. ».